# بريكة (عربة)

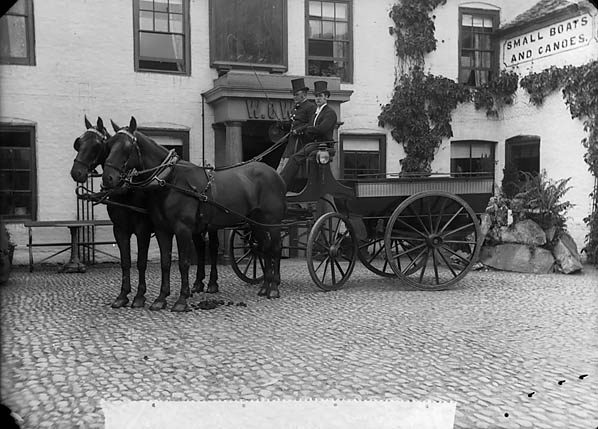
بَريكة يجرها حصان نحو عام 1885

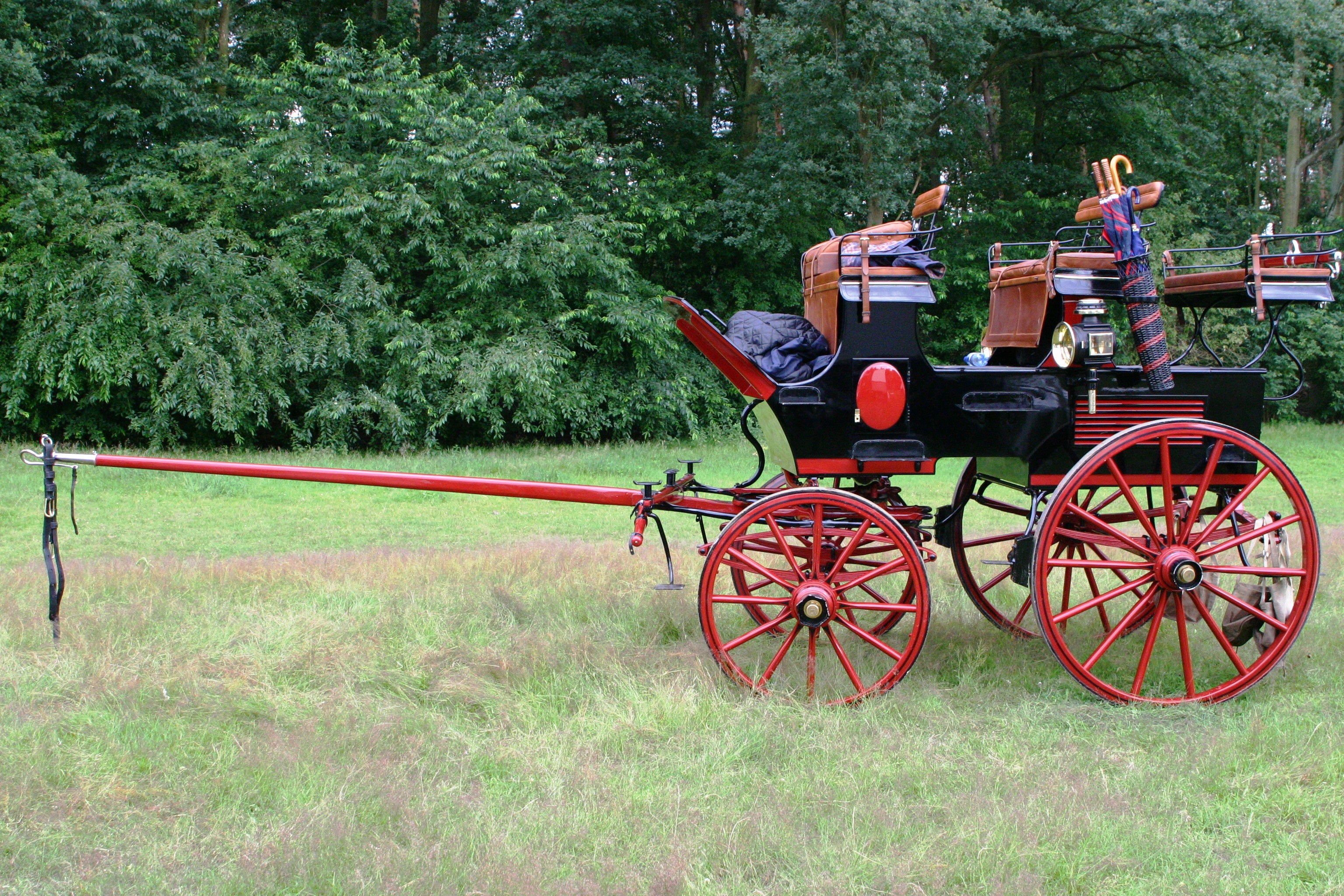

البَريكة هي عربة تجرها الخيول استخدمت في القرن التاسع عشر وأوائل القرن العشرين في تدريب الخيول على أعمال السحب، أو سيارة مبكرة ذات تصميم جسم مشابه.